# Tozcuecuextli
Probablemente nació en el año de 1200 (el historiador Chimalpain menciona que "aparece" en este año) en los alrededores de Xaltocan; hijo de una nobleza incipiente, Iztacmixcoatzin su padre es considerado origen de los nahuatlacas y los mexicas. Educado dentro de un calpulli (barrio) de constructores.
Es parte de un grupo que trascenderá históricamente, incluso serán mitificados, hablamos del sacerdote Huitziltzin y del guerrero Tecpatzin. Lo curioso es que sólo buscaban zonas de recursos explotables.
En 1226 se casa con Tlaquilxochitzin princesa de Tzompanco, con la que engendra al siguiente año a Huitzilihuitl I, su sucesor.
A la muerte de Iztacmixcoatzin en 1233 o 1239 toma el mando y al poco tiempo, por sugerencia de Huitziltzin emigra a la Sierra de Guadalupe para explotar el bosque y los yacimientos de andesita, cerca de la rivera del lago de Texcoco, al sur de Ecatepec, a través de la laguna en canoas transportan material de manera más eficiente y continuamente hacen trabajos para Azcapotzalco y sus pueblos dependientes, sin olvidar hacer lo mismo con el señorío de Tenayocan . Piden permiso a este para fundar su primer capital en 1240, Huixachtitlan.
En 1245 Tlotzin se lanza contra Colhuacan y los derrota ayudado por Tozcuecuextli, además se establecen alianzas matrimoniales, que a la larga darán el último linaje colhua y el segundo mexica (Como vemos el primero es xaltocamecatl).

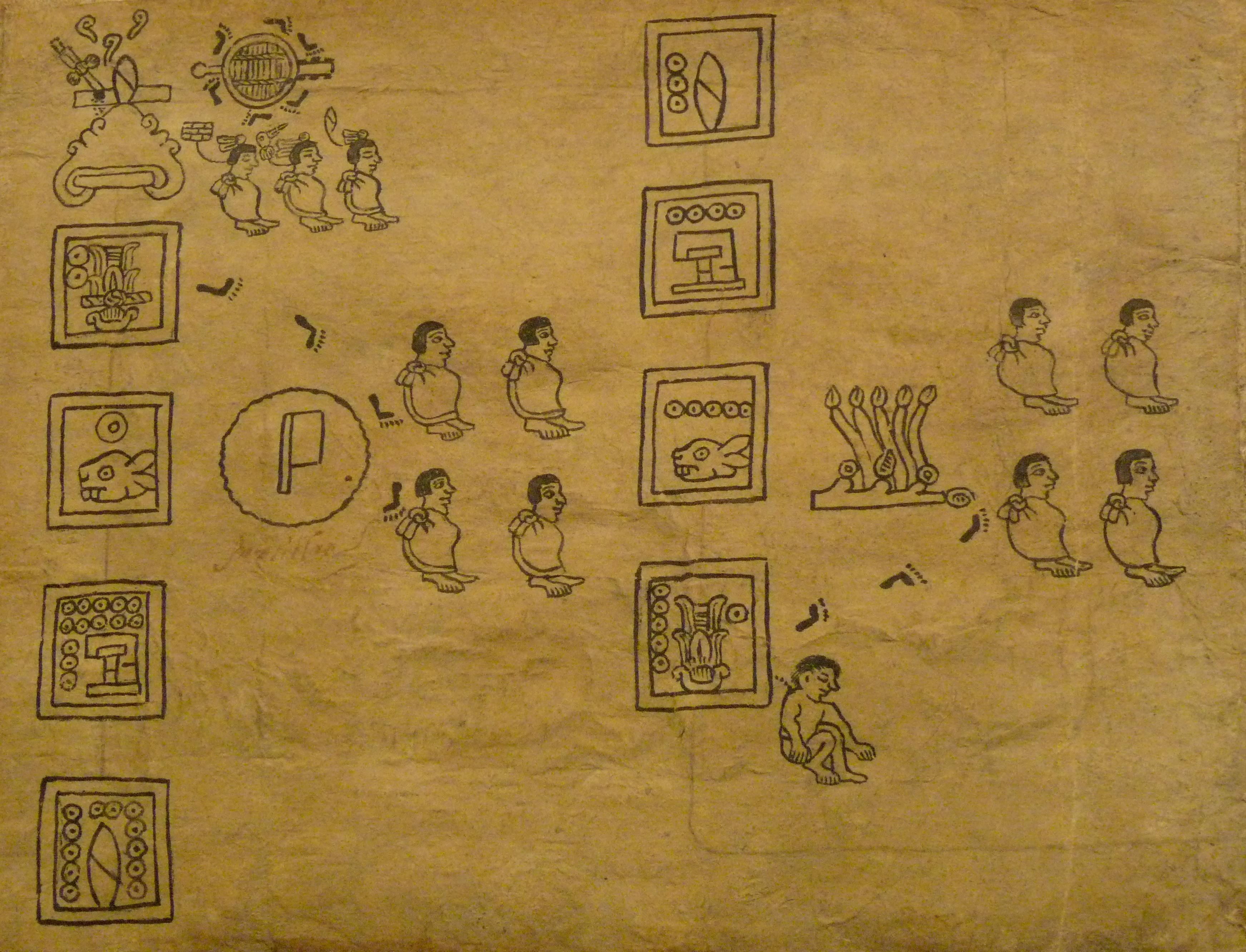
Códice Boturini, en la esquina superior izquierda se observa los tres personajes relevantes que participan en la guerra de Tecpayocan: Tetepantzin, Huitziltzin y Tecpatzin. Abajo de ellos se ve el topónimo de Pantitlán.

Pantitlán también explota la Sierra de Guadalupe, por lo que en cierto momento sus intereses los llevan a la guerra contra Huixachtitlan, desarrollándose la batalla final cerca de Tecpayocan, los mexitin ganan pero Tecpatzin muere. También poco después muere Huitziltzin, Tozcuecuextli ordena que sus restos se transformen en tlaquimilolli (envoltorio sagrado) y le dan el nombre de Huitzilopochtli.
Tozcuecuextli continua gobernando y su nuevo brazo derecho Huehue Cuauhtlequetzqui (padre del Cuauhtlequetzqui de 1281) lo apoya los siguientes 25 años hasta su muerte en 1272 (más posiblemente murió en 1278).